# Shintetsu Gen
Shintetsu Gen (Osaka, 17 september 1973) is een voormalig Zuid-Koreaans voetballer.

## Carrière
Shintetsu Gen speelde tussen 1996 en 1999 voor Verdy Kawasaki en Cerezo Osaka.

## Statistieken
| Japan   | Japan          | Japan       | League | League | Emperor's Cup | Emperor's Cup | J-League Cup | J-League Cup | Totaal | Totaal |
| Seizoen | Club           | League      | Wed.   | Goals  | Wed.          | Goals         | Wed.         | Goals        | Wed.   | Goals  |
| ------- | -------------- | ----------- | ------ | ------ | ------------- | ------------- | ------------ | ------------ | ------ | ------ |
| 1996    | Verdy Kawasaki | J. League 1 | 6      | 2      | 0             | 0             | 9            | 2            | 15     | 4      |
| 1997    | Verdy Kawasaki | J. League 1 | 8      | 2      | 0             | 0             | 0            | 0            | 8      | 2      |
| 1998    | Verdy Kawasaki | J. League 1 | 2      | 0      |               |               |              |              | 2      | 0      |
| 1999    | Cerezo Osaka   | J. League 1 | 0      | 0      |               |               | 0            | 0            | 0      | 0      |
| Totaal  | Totaal         | Totaal      | 16     | 4      | 0             | 0             | 9            | 2            | 25     | 6      |